# Lebrade
Lebrade är en kommun och ort i Kreis Plön i förbundslandet Schleswig-Holstein i Tyskland.
Kommunen ingår i kommunalförbundet Amt Großer Plöner See tillsammans med ytterligare åtta kommuner.